# Upuigma
Upuigma är en tepui, ett berg, beläget i La Gran Sabana, Canaima nationalpark, i Venezuela.
De första att bestiga berget var John Arran, Ivan Calderon och Steve Backshall under en klättertur 2007. På toppen av berget upptäckte de flera okända arter av växter och djur. 